# CLUB ゲーム倶楽部
『CLUBゲーム倶楽部』（くらぶゲームくらぶ）は、鈴城芹による日本の漫画作品。ゲーム雑誌『電撃PlayStation』付録である「電撃4コマ」でVol.196よりVol.248（最終号）まで連載された。

## 作品内容
前作家族ゲームに登場していた曽新市内にあるおもちゃ屋さん「ゲーム倶楽部」を舞台に遊亀姉弟を中心とした常連の面々の交流を描いていく4コマストーリー漫画。
前作同様、劇中の時間は現実と同じ時間で進行しており、登場人物も成長していく。
また、前作をはじめとする鈴城芹作品のキャラクターの成長した姿が端々に登場するのも特徴である。

## 登場人物

### ゲーム倶楽部の常連
遊亀歩（ゆうき あゆむ）
遊亀家の長女。11月11日生まれ。曽新第三中学校1年生（1話時点）。元はサッカー部に所属するスポーツ少女だったが、試合中の怪我がもとでサッカーに恐怖心が芽生えてしまい引退。その後急にやることが無くなったためゲームを始めてみることになる。
遊亀走（ゆうき かける）
遊佐家の長男。6月6日生まれ。小学3年生（1話時点）。かなりませていて、姉の歩よりしっかりしている。ただし年相応のところもあり、壱にからかわれて泣いてしまったことも。
平口工助（ひらくち こうすけ）
2月13日生まれ。曽新第一中学校2年生（1話時点）。前作家族ゲームに登場する占野舞依はクラスメイト。ラッキースケベから恋が始まるという信念の持ち主。
天生壱（あもう いち）
1月1日生まれ。曽新工業高校情報技術科1年生（1話時点）。『JC探偵でぃてくてぃ部!』の今井細はクラスメイト。無表情だがそれを補うためにリアクションが激しい。一人称は「吾輩」。実は魔女見習いで師匠は『くすりのマジョラム』のラム。両親は海外出張中で、祖母と二人暮らし。
夏野珠優（なつのすう）
8月20日生まれ。中央小学校2年2組（1話時点）。語尾に「ざます」を付ける。父親は消防署員で多忙、母親はパチプロで家に一人でいることが多かった。

## 書誌情報
- 鈴城芹『CLUBゲーム倶楽部』KADOKAWA〈電撃コミックスEX〉、全2巻
  1. 2016年2月27日発売[6]、ISBN 978-4-04-865785-3
  2. 2016年9月27日発売[7]、ISBN 978-4-04-892326-2